# Сисайд-Хайтс
Сисайд-Хайтс (англ. Seaside Heights) — боро в Ошене (Нью-Джерси, США). Согласно переписи 2010 года, население составляет 2887 человек.
Сисайд-Хайтс был зарегистрирован в качестве боро Легислатурой Нью-Джерси 26 февраля 1913 года. Назван в связи с расположением на берегу Атлантического океана.
Сисайд-Хайтс является курортной зоной. Боро называет себя «вашим домом для семейного отдыха с 1913 года!». Пляжный сезон длится с марта по октябрь; пиковыми месяцами являются июль и август, когда Сисайд-Хайтс посещают от 30 000 до 65 000 человек.

## История

### Произошедшие катастрофы
9 июня 1955 года неисправный компонент неоновой вывески вызвал пожар в магазине на углу Ошен-Террас и Дюпон-Авеню. Сильный ветер унёс огонь на юг, распространив его по всему пирсу. Пожар удалось остановить, но было разрушено в общей сложности 85 зданий с ущербом примерно в 4 миллиона долларов. Происшествие стало известно как «Пожар Фримена».
В октябре 2012 года Сисайд-Хайтс пострадал от урагана «Сэнди».
В сентябре 2013 года от пирса Фантаун на север прошёл пожар десятикратной тревоги.

## География
По данным Бюро переписи населения США, Сисайд-Хайтс имеет общую площадь в 1,92 км2. Из них 1,60 км2 приходится на сушу, а 0,32 км2 — на воду.
Боро граничит с Беркли, Сисайд-Парком и Томс-Ривером.

## Население
| Год переписи                                                                            | Нас. |  | %±     |
| --------------------------------------------------------------------------------------- | ---- |  | ------ |
| 1920                                                                                    | 154  |  | —      |
| 1930                                                                                    | 399  |  | 159,1% |
| 1940                                                                                    | 549  |  | 37,6%  |
| 1950                                                                                    | 862  |  | 57%    |
| 1960                                                                                    | 954  |  | 10,7%  |
| 1970                                                                                    | 1248 |  | 30,8%  |
| 1980                                                                                    | 1802 |  | 44,4%  |
| 1990                                                                                    | 2366 |  | 31,3%  |
| 2000                                                                                    | 3155 |  | 33,3%  |
| 2010                                                                                    | 2887 |  | −8,5%  |
| 1920–2010 — перепись населения. Источники: 1920-2000 1920 1920-1930 1930-1990 2000 2010 |      |  |        |

## Дороги и магистрали
По состоянию на май 2010 года в Сисайд-Хайтсе было в общей сложности 20,15 км дорог.